# 王若兰
王若兰（1915-1969），天津人，一二·九运动积极分子。1939年改名康英。

## 生平
早岁丧父，11岁进天津南开女中，18 岁进燕京大学新闻系，22岁毕业。1932年，王若兰和梁思懿、孔祥瑛、毛凌云等参与读书会，看苏联的小说和电影，接触左翼书籍和思想。
“一二·九”运动中，她担任燕京大学游行队伍一个大队队长，后被“民先”队和“社联”吸收。抗战开始后，她先在韩复渠军队训练，后到山西临汾八路军总部的西北战地服务团，又随赵荣声在卫立煌军队中工作1938年4月经赵介绍加入中国共产党。1939年1月，刘少奇在洛阳为其写了到新四军的介绍信，问她用名，回复“康英”，从此改名。
康英在新四军彭雪枫支队任宣传干事、政治部直属队指导员，后因病回天津修养。1940年3月，再回新四军时经过上海，梁思懿让其妹妹梁思宁随她前去。康英后于1941年春，调苏中四地委任妇女部长。1944年底，随粟裕部队南下浙西任吉安县工委书记，1945年北撤到山东，任华东局宣传部秘书，进山东《大众日报》，又在新华社山东总分社等任职。解放后，她在北京新华社总社任国内部主任等职。1953年，调任国务院总理办公室秘书。1957年调《人民日报》任政治文教部主任。1959年下放江苏农村劳动半年后，仍回《人民日报》社。1965年调到教育部，任教育科学研究所副所长，所长戴白韬不管事，康英负责所有工作，文革来临。
康英在文革中遭迫害，被送到安徽凤阳“五七”干校监督劳动，身患多种疾病仍坚持完成劳动定额，1969年11月18日午夜暴卒于“五七”干校，享年54岁。